# Wolfgang Kirsch (Politiker, 1950)
Wolfgang Kirsch (* 18. Februar 1950 in Frankfurt am Main) ist ein deutscher Jurist und Politiker (CDU).
Er war unter anderem Stadtdirektor von Wipperfürth.

## Leben
Nach Schulzeit und Abitur am Frankfurter Liebig-Gymnasium studierte Kirsch ab 1968 Rechtswissenschaften an der TU Berlin und der Universität Bonn. Nach dem Abschluss in beiden juristischen Staatsexamen (1974 und 1977) erfolgte 1978 seine Promotion zum Dr. jur. Der Berufsweg begann mit einer Tätigkeit als Regierungsrat zur Anstellung beim Bundesamt für Zivilschutz in Bad Godesberg. Am 28. April 1980 wechselte er als Stadtdirektor zur Stadt Wipperfürth im Oberbergischen Kreis.
Er ist seit 1972 verheiratet und hat drei Kinder.

## Politische Tätigkeit
Bereits während seines Studiums war Kirsch politisch aktiv. Er ist katholisch und war im RCDS Bundesgeschäftsführer und stellvertretender Bundesvorsitzender.
Von 1975 bis 1980 war Kirsch Mitglied des Rates der Stadt Bonn und planungspolitischer Sprecher der CDU-Fraktion.
Seit dem 1. Januar 1987 arbeitete Kirsch als Oberkreisdirektor im Kreis Warendorf. Nach seiner ersten Amtszeit wurde er im Januar 1995 einstimmig mit den Stimmen aus allen vier Fraktionen des Kreistages in seinem Amt als Oberkreisdirektor bestätigt. Bei den Landratswahlen im September 1999 konnte sich Kirsch mit 60,3 Prozent der Stimmen gleich im ersten Wahlgang durchsetzen und wurde erster hauptamtlicher Landrat. Im Jahr 2004 erfolgte die Wiederwahl ebenfalls im ersten Wahlgang. 
Ab 2006 war Kirsch als Nachfolger von Wolfgang Schäfer Direktor des Landschaftsverbandes Westfalen-Lippe. Am 30. Juni 2014 endete seine Amtszeit, sein Nachfolger wurde Matthias Löb. Kirsch wurde anschließend Geschäftsführer der Vereinigung Kommunaler RWE-Aktionäre, hier soll er die westfälischen Interessen gegenüber RWE vertreten.